# Лесные удоды
Лесны́е удо́ды, или красноклювые удоды, или кукушечьехвостые удоды (лат. Phoeniculus), — род птиц из семейства древесных удодов (Phoeniculidae).

## Описание
Длиннохвостые и длинноклювые птицы. Оперение преимущественно чёрное, блестящее с металлическим отливом.
Насекомоядные птицы, кормятся также мелкими позвоночными, фруктами, почками, нектаром. Общественные птицы, встречаются небольшими группами, у некоторых видов развито помощничество.
Оседлы. Все виды — дуплогнёздники.

## Распространение
Африка южнее Сахары. Населяют влажные экваториальные и тропические леса, саванны и сухие леса и редколесья.

## Классификация
Международный союз орнитологов включает в состав рода пять видов:
- Phoeniculus castaneiceps (Sharpe, 1871) — Лесной удод
- Phoeniculus bollei (Hartlaub, 1858) — Белоголовый лесной удод
- Phoeniculus purpureus (J. F. Miller, 1784) — Зелёный лесной удод, или зелёный кукушечьехвостый удод
- Phoeniculus somaliensis (Ogilvie-Grant, 1901) — Черноклювый кукушечьехвостый удод
- Phoeniculus damarensis (Ogilvie-Grant, 1901) — Фиолетовый лесной удод, или фиолетовый кукушечьехвостый удод

Иногда Phoeniculus damarensis и Phoeniculus somaliensis считают подвидами Phoeniculus purpureus.